# Bastón (célula)

Anatomía de una célula bastón.

Los bastones o bastoncillos son células fotorreceptoras de la retina, responsables de la visión en una baja condición de
luminosidad. Estas células no son capaces de percibir colores, a diferencia de los conos. Presentan una elevada sensibilidad a la luz aunque se saturan en condiciones de elevada luminosidad. Se ubican en casi toda la retina exceptuando la fóvea. Contienen rodopsina, que es una proteína que presenta una mayor sensibilidad a las longitudes de onda cercanas a 500 nanómetros, es decir, a la luz verde azulada. Los bastones son necesarios para la percepción de la luz y la oscuridad y para adaptarse a la visión nocturna.
Los bastones se conectan en grupos y responden a los estímulos que alcanzan un área general, pero no tienen capacidad para separar los pequeños detalles de la imagen visual. La diferente localización y estructura de estas células conduce a la división del campo visual del ojo en una pequeña región central de gran agudeza y una zona periférica de menor agudeza, pero con gran sensibilidad a la luz. Así, durante la noche, los objetos se pueden ver por la parte periférica de la retina cuando son invisibles para la fóvea central.
Los bastones son más delgados que los conos, el diámetro de sus segmentos internos es de aproximadamente 2 micras. Los segmentos externos de los bastones están formados por discos membranosos aislados de la membrana plasmática, donde se encuentra la rodopsina. Estos discos están continuamente renovándose. Los discos antiguos se van desplazando hacia la zona del epitelio pigmentario, donde son fagocitados y convertidos en fagosomas durante el ciclo diurno, sobre todo al amanecer.
Estas células son muy sensibles, capaces de detectar la energía de un solo fotón y las responsables por tanto de que sea posible la visión en condiciones de poca luminosidad.